# Jorge Borrás

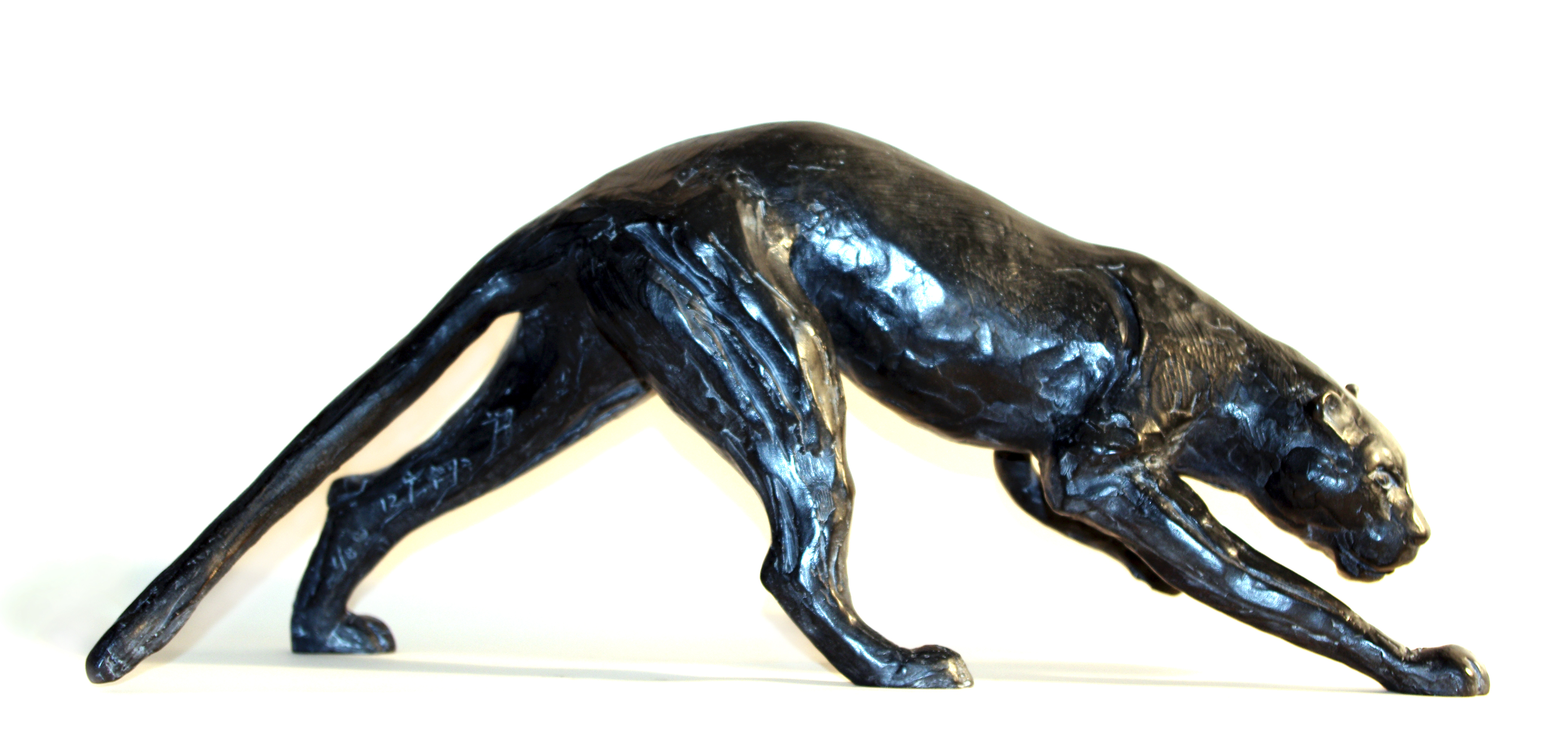
Pantera negra al acecho, obra en bronze de Jorge Borrás

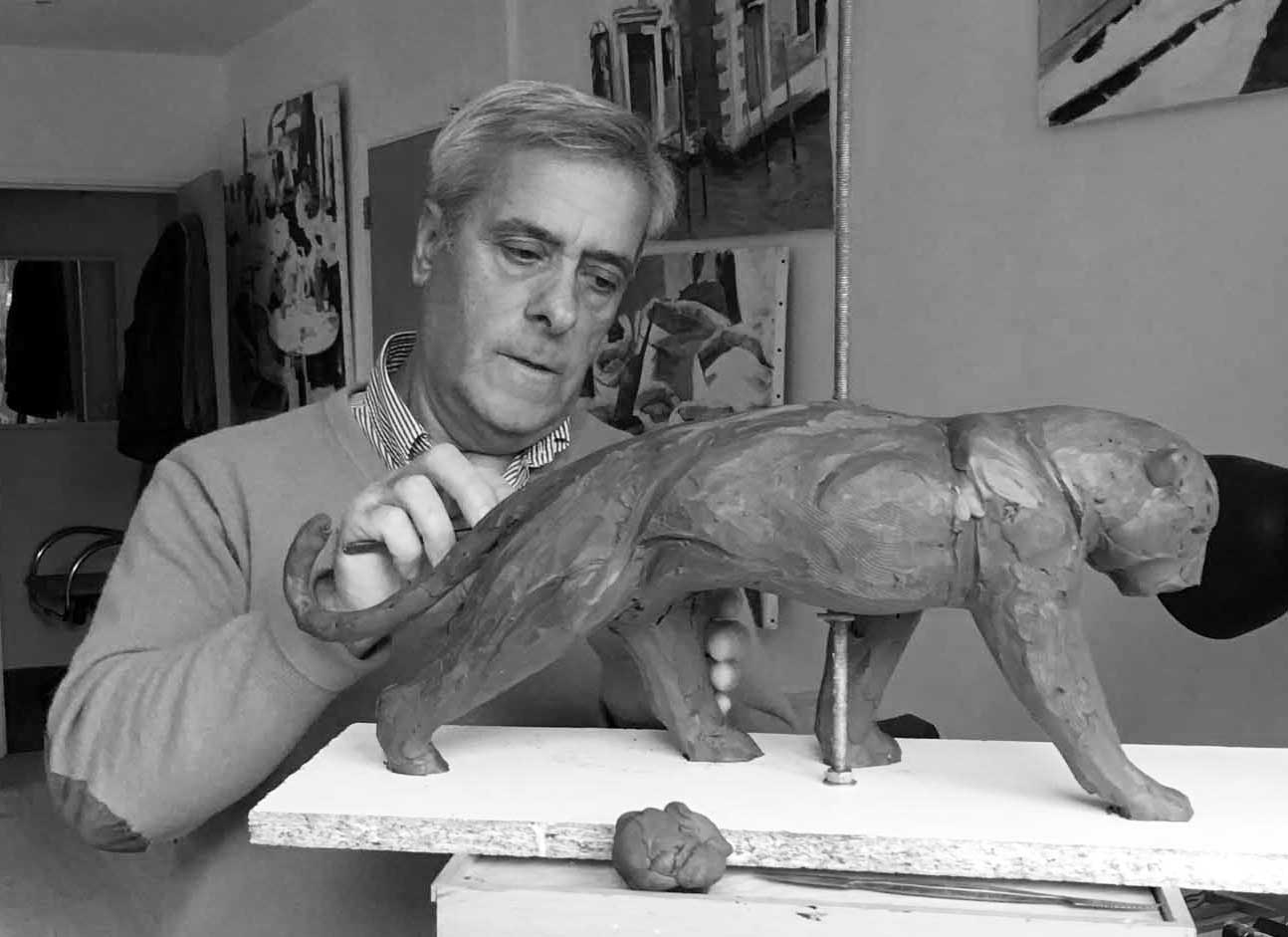
Jorge Borrás realizando la obra Pantera caminando.

Jorge Borrás, nacido el 5 de junio de 1952 en Benicarló (Comunidad Valenciana), es un escultor y pintor español.

## Biografía
Su pasión del dibujo hace que empiece a pintar a los diez años de edad, realizando su primera exposición a los veinte años. Al finalizar sus estudios en la Real Academia de Bellas Artes de Sant Jordi de Barcelona, se instala en Francia.
En la Escuela de Bellas Artes descubre la escultura con Luisa Granero Sierra y estudia el dibujo con el gran Maestro de la pintura española y retratista Francisco Ribera Gómez, con el cual, con los años se lia de amistat.
Iniciado al arte del paisaje por el gran maestro paisajista Josep Piugdengolas Barrella.
Rápidamente sus obras, esencialmente sus bronces, son apreciadas y adquiridas en importantes subastas. Actualmente forman parte de prestigiosas colecciones privadas.

## Obra
Sus obras se exponen en salones parisinos de renombre como por ejemplo Salon d’Automne, Artistes Français, Les Indépendants, La Nationale des Beaux-arts, École Française, Salon d’Hiver y Salon de Mars.
Entre otras cosas ha realizado una serie de medallas para la prestigiosa Monnaie de Paris (la casa de la moneda de Francia), el busto del Dr. Coll Colomé, monumento erigido en Benicarló o la ilustración de cubierta del libro L’Ami de Vincent de [Jean-Marc Roberts]."Premio Renaudeau"en Francia.
"CRISTO RESUCITADO" una de las obras (bronze) más importantes realizadas pour el artiste Jorge Borrás, ubicada en la Iglesia Parroquial San Bartolomé de Benicarló de manera permanente.
Figura en diccionarios de referencia tales como el Benezit, Diccionario ilustrado de Sculpteurs animaliers de l'Antiquité à nos jours, Signatures et monogrammes (de las ediciones Van Wilder, Monte-Carlo), l’Officiel des arts, editado por la Unesco, y en todos los anuarios de cotizaciones de artistas en subastas.
La obra de Jorge Borrás es un homenaje a la mujer. Así lo definió El gran escritor francés Hervé Bazin. Sus temas de predilección son bailarinas y bañistas así como desnudos representados en actitudes de la vida cotidiana. Los animales salvajes, también están muy presentes en la obra de Jorge Borrás sobre todo desde hace algunos años, convirtiéndose  en uno de los principales escultores de animales en Francia, de los cuales le interesa reflejar el instante salvaje de sus actitudes.

## Premios
- Por decreto del Presidente de la República francesa del 30 de noviembre de 2019 y figurando en el Journal Officiel del 3 de diciembre de 2019, ha sido nombrado Chevalier dans l'ordre national du Mérite.
- Distinguido con la Medalla Arts-Sciences-Lettres,
- Miembro titular Honoris Causa de la Academia Europea de Bellas Artes de Bruselas
- Miembro de la Asociación Internacional de las Artes plásticas de la U.N.E.S.C.O.
- Académico de la Academia Internacional de Bellas Artes del Quebec
- Presidente de la Sociedad de Artistes de Vaucresson (Francia)